# گابریل برنستین
گابریل برنستین، سخنران انگیزشی، مربی و نویسنده آمریکایی است.
در سال ۲۰۰۹، او توسط نیویورک تایمز به عنوان «الگو» برای نسل های بعدی معرفی شد.
در سال ۲۰۰۸، وی HerFuture.com، یک وب سایت شبکه اجتماعی و مربیگری برای زنان را تأسیس کرد. برنستین ۹ کتاب نوشته‌است. به عنوان کارآفرین روابط عمومی کار کرد و شرکت روابط عمومی SparkPlug Communications را تأسیس کرد. علاوه بر این، او بنیانگذار شبکه زنان کارآفرین بود، یک سازمان حرفه‌ای غیرانتفاعی که زنان کارآفرین را بهم متصل می‌کند.

## زندگی
در ۱ نوامبر ۱۹۷۹ در لارچمانت، نیویورک ایالات متحده زاده شد و در آنجا بزرگ شد.
در سال ۲۰۰۱ در رشته تئاتر از دانشگاه سیراکیوس فارغ‌التحصیل شد.
در دسامبر ۲۰۱۸، نخستین فرزندش، الیور، با همسرش زاک راکلین متولد شد.